# Тамбовский округ
Тамбовский округ — административно-территориальная единица Центрально-Чернозёмной области, существовавшая в 1928—1930 годах.
Тамбовский округ был образован в 1928 году. Центром округа был назначен город Тамбов.
Округ был разделён на 17 районов:
- Алгасовский
- Бондарский
- Громовский (Соседский)
- Земетчинский
- Инжавинский
- Кирсановский
- Моршанский
- Мучкапский
- Пересыпкинский
- Пичаевский
- Покрово-Марфинский
- Ракшинский
- Рассказовский
- Ржаксинский
- Сампурский
- Тамбовско-Пригородный
- Уваровский[1].

30 июля 1930 Тамбовский округ, как и большинство остальных округов СССР, был упразднён. Его районы отошли в прямое подчинение Центрально-Чернозёмной области.